# NGC 5499
NGC 5499 este o infrared source⁠(d) situată în constelația Boarul. A fost descoperită în 13 mai 1882 de către Édouard Stephan⁠(d). Se află la o distanță de 122,03 de megaparseci de Pământ.